# Joe Kelly (Rennfahrer)
Joseph Michael „Joe“ Kelly (* 13. März 1913 in Dublin; † 28. November 1993 in Neston, England) war ein irischer Automobilrennfahrer und -händler. 1950 und 1951 nahm er am Großen Preis von Großbritannien der Formel 1 teil.

## Karriere
Sein erstes großes Rennen bestritt Kelly in seinem privaten Alta GP, es war die BRDC International Trophy 1949. Nicht zuletzt wegen seines unterlegenen Fahrzeugs erreichte er lediglich als Zwanzigster und somit Vorletzter das Ziel.
1950 und 1951 bestritt er – ebenfalls im Alta GP – den Großen Preis von Großbritannien. Beide Male war Kelly derart unterlegen, dass er nicht im Endklassement geführt wurde, weil er die Ziellinie mit zu vielen Runden Rückstand überquerte. Ein beachtliches Resultat erlangte er 1952 mit dem dritten Platz bei der Ulster Trophy in Dundrod; jedoch war dieses Rennen nicht Bestandteil der Meisterschaft. Kelly war der erste irische Grand-Prix-Teilnehmer der Geschichte.
Nach einem schweren Unfall in Oulton Park im Jahr 1955 beendete Kelly seine Rennfahrerkarriere und nahm von nun an nur noch gelegentlich an Berg- und Sportwagenrennen teil.
Hauptberuflich war Kelly als Automobilhändler in Irland und England tätig.

## Statistik

### Statistik in der Automobil-Weltmeisterschaft

#### Gesamtübersicht
| Saison | Team      | Chassis | Motor        | Rennen | Siege | Zweiter | Dritter | Poles | schn. Rennrunden | Punkte | WM-Pos. |
| ------ | --------- | ------- | ------------ | ------ | ----- | ------- | ------- | ----- | ---------------- | ------ | ------- |
| 1950   | Joe Kelly | Alta GP | Alta 1.5 L4s | 1      | −     | −       | −       | −     | −                | −      | NC      |
| 1951   | Joe Kelly | Alta GP | Alta 1.5 L4s | 1      | −     | −       | −       | −     | −                | −      | NC      |
| Gesamt | Gesamt    | Gesamt  | Gesamt       | 2      | −     | −       | −       | −     | −                | −      |         |

#### Einzelergebnisse
| Saison | 1 | 2 | 3 | 4  | 5 | 6 | 7 | 8 |
| ------ | - | - | - | -- | - | - | - | - |
| 1950   |   |   |   |    |   |   |   |   |
| NC     |   |   |   |    |   |   |   |   |
| 1951   |   |   |   |    |   |   |   |   |
|        |   |   |   | NC |   |   |   |   |

| Legende  | Legende            | Legende                                                          |
| Farbe    | Abkürzung          | Bedeutung                                                        |
| -------- | ------------------ | ---------------------------------------------------------------- |
| Gold     | –                  | Sieg                                                             |
| Silber   | –                  | 2. Platz                                                         |
| Bronze   | –                  | 3. Platz                                                         |
| Grün     | –                  | Platzierung in den Punkten                                       |
| Blau     | –                  | Klassifiziert außerhalb der Punkteränge                          |
| Violett  | DNF                | Rennen nicht beendet (did not finish)                            |
| Violett  | NC                 | nicht klassifiziert (not classified)                             |
| Rot      | DNQ                | nicht qualifiziert (did not qualify)                             |
| Rot      | DNPQ               | in Vorqualifikation gescheitert (did not pre-qualify)            |
| Schwarz  | DSQ                | disqualifiziert (disqualified)                                   |
| Weiß     | DNS                | nicht am Start (did not start)                                   |
| Weiß     | WD                 | zurückgezogen (withdrawn)                                        |
| Hellblau | PO                 | nur am Training teilgenommen (practiced only)                    |
| Hellblau | TD                 | Freitags-Testfahrer (test driver)                                |
| ohne     | DNP                | nicht am Training teilgenommen (did not practice)                |
| ohne     | INJ                | verletzt oder krank (injured)                                    |
| ohne     | EX                 | ausgeschlossen (excluded)                                        |
| ohne     | DNA                | nicht erschienen (did not arrive)                                |
| ohne     | C                  | Rennen abgesagt (cancelled)                                      |
| ohne     | keine WM-Teilnahme |                                                                  |
| sonstige | P/fett             | Pole-Position                                                    |
| sonstige | 1/2/3/4/5/6/7/8    | Punktplatzierung im Sprint-/Qualifikationsrennen                 |
| sonstige | SR/kursiv          | Schnellste Rennrunde                                             |
| sonstige | *                  | nicht im Ziel, aufgrund der zurückgelegten Distanz aber gewertet |
| sonstige | ()                 | Streichresultate                                                 |
| sonstige | unterstrichen      | Führender in der Gesamtwertung                                   |

### Einzelergebnisse in der Sportwagen-Weltmeisterschaft
| Saison | Team             | Rennwagen           | 1   | 2   | 3   | 4   | 5   | 6   | 7   |
| ------ | ---------------- | ------------------- | --- | --- | --- | --- | --- | --- | --- |
| 1953   | Joe Kelly        | Jaguar C-Type       | SEB | MIM | LEM | SPA | NÜR | RTT | CAP |
| 1953   | Joe Kelly        | Jaguar C-Type       |     |     | 6   |     |     |     |     |
| 1954   | Joe Kelly        | Ferrari 750 Monza   | BUA | SEB | MIM | LEM | RTT | CAP |     |
| 1954   | Joe Kelly        | Ferrari 750 Monza   |     | DNF |     |     |     |     |     |
| 1955   | John Maurice Tew | Frazer Nash Le Mans | BUA | SEB | MIM | LEM | RTT | TAR |     |
| 1955   | John Maurice Tew | Frazer Nash Le Mans |     | 23  |     |     |     |     |     |